# Kanton Loches
Der Kanton Loches ist seit 1790 ein französischer Wahlkreis im Arrondissement Loches, im Département Indre-et-Loire und in der Region Centre-Val de Loire; sein Hauptort ist Loches.

## Gemeinden
Der Kanton besteht aus 28 Gemeinden mit insgesamt 24.754 Einwohnern (Stand: 1. Januar 2022) auf einer Gesamtfläche von 807,32 km²:
| Gemeinde                  | Einwohner 1. Januar 2022 | Fläche km² | Dichte Einw./km² | Code INSEE | Postleitzahl |
| ------------------------- | ------------------------ | ---------- | ---------------- | ---------- | ------------ |
| Azay-sur-Indre            | 363                      | 13,89      | 26               | 37016      | 37310        |
| Beaulieu-lès-Loches       | 1.746                    | 3,88       | 450              | 37020      | 37600        |
| Beaumont-Village          | 240                      | 19,25      | 12               | 37023      | 37460        |
| Bridoré                   | 489                      | 14,54      | 34               | 37039      | 37600        |
| Chambourg-sur-Indre       | 1.235                    | 28,39      | 44               | 37049      | 37310        |
| Chanceaux-près-Loches     | 113                      | 14,58      | 8                | 37053      | 37600        |
| Chédigny                  | 560                      | 23,17      | 24               | 37066      | 37310        |
| Chemillé-sur-Indrois      | 230                      | 24,87      | 9                | 37069      | 37460        |
| Dolus-le-Sec              | 657                      | 27,27      | 24               | 37097      | 37310        |
| Ferrière-sur-Beaulieu     | 707                      | 19,63      | 36               | 37108      | 37600        |
| Genillé                   | 1.508                    | 63,12      | 24               | 37111      | 37460        |
| Le Liège                  | 326                      | 11,15      | 29               | 37127      | 37460        |
| Loches                    | 6.233                    | 27,06      | 230              | 37132      | 37600        |
| Loché-sur-Indrois         | 472                      | 74,13      | 6                | 37133      | 37460        |
| Montrésor                 | 313                      | 0,98       | 319              | 37157      | 37460        |
| Nouans-les-Fontaines      | 669                      | 63,31      | 11               | 37173      | 37460        |
| Orbigny                   | 711                      | 65,88      | 11               | 37177      | 37460        |
| Perrusson                 | 1.417                    | 28,94      | 49               | 37183      | 37600        |
| Reignac-sur-Indre         | 1.309                    | 22,44      | 58               | 37192      | 37310        |
| Saint-Hippolyte           | 620                      | 32,99      | 19               | 37221      | 37600        |
| Saint-Jean-Saint-Germain  | 746                      | 21,34      | 35               | 37222      | 37600        |
| Saint-Quentin-sur-Indrois | 492                      | 27,23      | 18               | 37234      | 37310        |
| Saint-Senoch              | 520                      | 24,08      | 22               | 37238      | 37600        |
| Sennevières               | 217                      | 23,54      | 9                | 37246      | 37600        |
| Tauxigny-Saint-Bauld      | 1.683                    | 40,94      | 41               | 37254      | 37310        |
| Verneuil-sur-Indre        | 467                      | 39,63      | 12               | 37269      | 37600        |
| Villedômain               | 127                      | 16,47      | 8                | 37275      | 37110        |
| Villeloin-Coulangé        | 584                      | 34,62      | 17               | 37277      | 37460        |
| Kanton Loches             | 24.754                   | 807,32     | 31               | 3709       | –            |

Bis zur landesweiten Neuordnung der französischen Kantone im März 2015 gehörten zum Kanton Loches die 18 Gemeinden Azay-sur-Indre, Beaulieu-lès-Loches, Bridoré, Chambourg-sur-Indre, Chanceaux-près-Loches, Chédigny, Dolus-le-Sec, Ferrière-sur-Beaulieu, Loches, Perrusson, Reignac-sur-Indre, Saint-Hippolyte, Saint-Jean-Saint-Germain, Saint-Quentin-sur-Indrois, Sennevières, Tauxigny-Saint-Bauld und Verneuil-sur-Indre. Sein Zuschnitt entsprach einer Fläche von 409 km2. Er besaß vor 2015 den INSEE-Code 3713.

## Veränderungen im Gemeindebestand seit 2018
- Fusion Saint-Bauld und Tauxigny → Tauxigny-Saint-Bauld